# Afwillite
L'afwillite est un minéral de la famille des nésosilicates contenant du calcium et de l'hydroxyde de formule Ca3(SiO3OH)2·2H2O. Elle se trouve sous forme de cristaux monocliniques prismatiques vitreux incolores à blancs. Sa dureté Mohs est comprise entre 3 et 4. Elle se trouve comme minéral d'altération lors du métamorphisme de contact du calcaire. On la trouve en association avec l'apophyllite, la natrolite, la thaumasite, la merwinite, la spurrite, la gehlénite, l'ettringite, la portlandite, l'hillebrandite, la foshagite, la brucite et la calcite.
Elle a été décrite pour la première fois en 1925 pour une occurrence dans la mine Dutoitspan, Kimberley en Afrique du Sud et nommée d'après les initiales (AFW) de Alpheus Fuller Williams (1874–1953), un ancien dirigeant de la compagnie de diamants De Beers.
L'afwillite se trouve habituellement dans des veines de spurrite et appartient à la sous-classe des nésosilicates. Elle est monoclinique, son groupe d'espace est P2 et son groupe ponctuel 2.

## Formation de l'afwillite
On pense que l'afwillite se forme dans les veines fracturées du minéral spurrite. La jennite, l'afwillite, l'oyélite et la calcite sont tous des minéraux qui se forment en couches au sein des veines de spurrite. Il apparaît que l'afwillite, ainsi que la calcite, se forment à partir de fluides précipités. La jennite est en fait une altération de l'afwillite, mais les deux sont formés à partir des silicates de calcium par hydratation. Des études de laboratoire ont montré que l'afwillite se forme à une température inférieure à 200°C, habituellement autour de 100 °C. L'afwillite et la spurrite se sont formés par métamorphisme de contact du calcaire. Le métamorphisme de contact est causé par l'interaction de la roche avec la chaleur et/ou les fluides provenant d'un magma de silicate proche en cours de cristallisation.

## Structure et propriétés
L'afwillite a une structure monoclinique complexe, et les tétraèdres de silicium dans la structure cristalline sont liés par des liaisons hydrogène. Elle possède un clivage parfait parallèle à ses faces (101) et un clivage pauvre parallèle à ses faces (100). Elle a un habitus prismatique. Sous un microscope, l'afwillite ressemble à la wollastonite, qui appartient à la même famille de minéraux.
L'afwillite est composée de doubles chaînes constituées de polyèdres de calcium et de silicium connectés entre eux en partageant les coins et les arêtes. Ceci entraîne la formation de feuillets continus parallèles à ses faces d'indice de Miller [-101]. Les feuillets sont liés entre eux par des liaisons hydrogène et sont tous connectés par des liaisons Ca-Si-O (Malik and Jeffery, 1976). Chaque atome de calcium est en coordination octaédrique sextuple avec l'oxygène, et le silicium est en coordination tétraédrique quadruple autour de l'oxygène. Autour de chaque silicium il y a un groupe OH et trois oxygènes qui les encadrent. Les tétraèdres de silicium sont arrangés de façon à partager une arête avec le calcium(1), et le silicium(2) partage des arêtes avec le calcium(2) et le calcium(3).  Les tétraèdres de silicium sont liés par le groupe OH et la liaison hydrogène se forme entre l'hydrogène du groupe OH et les tétraèdres de silicium. La liaison hydrogène se forme parce que l'ion positif, l'hydrogène, est attiré par les ions de charge négative qui, dans ce cas, sont les tétraèdres de silicium.

## Occurrence dans le béton
L'afwillite est l'un des silicates de calcium qui se forment quand le ciment Portland prend pour former du béton. Le ciment acquiert sa résistance par l'hydratation de ses silicates dicalciques (bélite) et tricalciques (alite).